# Pescăruș cu cap negru
Pescărușul cu cap negru (Ichthyaetus melanocephalus) este o specie de pescăruș din familia Laridae.

## Taxonomie
Denumirea științifică provine din greaca veche. Genul Ichthyaetus provine din ikhthus, „pește” și aetos, „vultur”, iar specificul melanocephalus provine din melas, „negru” și -kephalos „cap”.

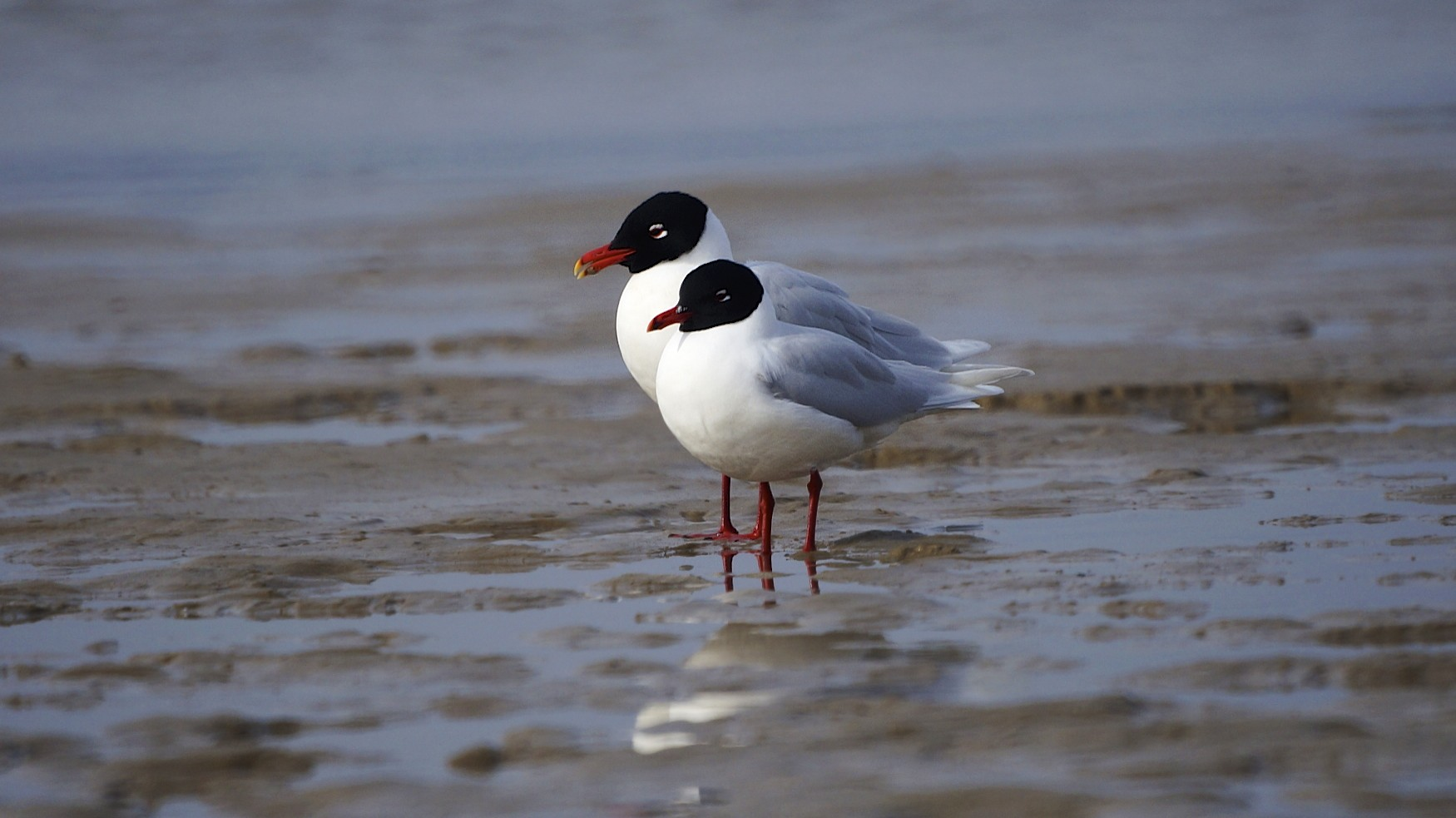
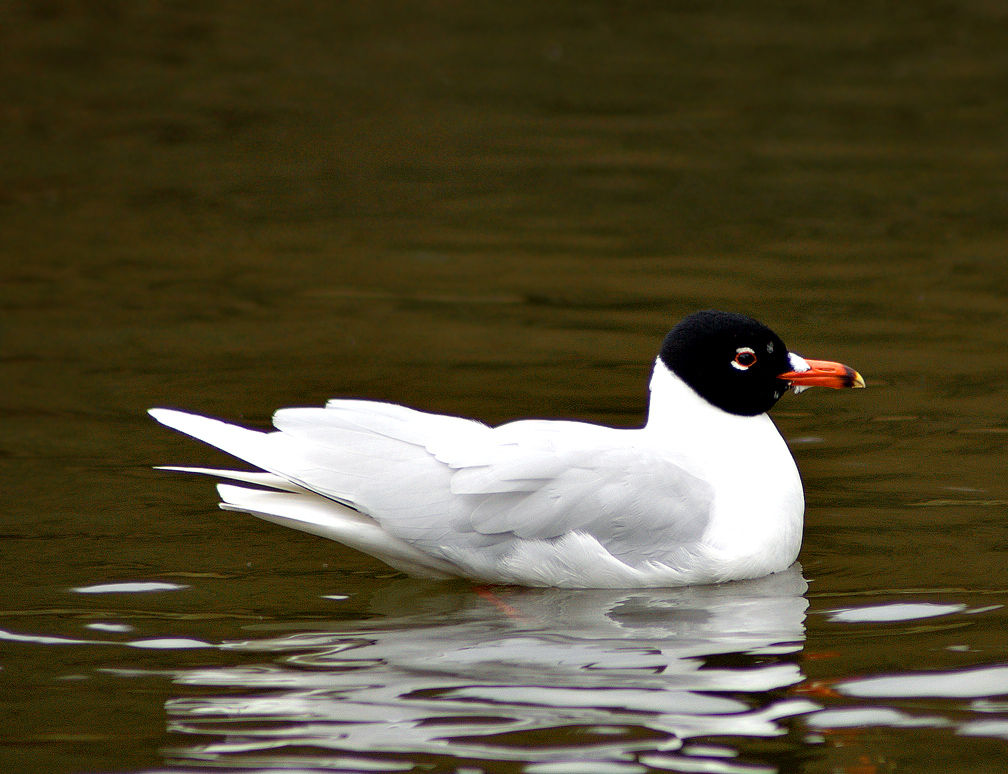
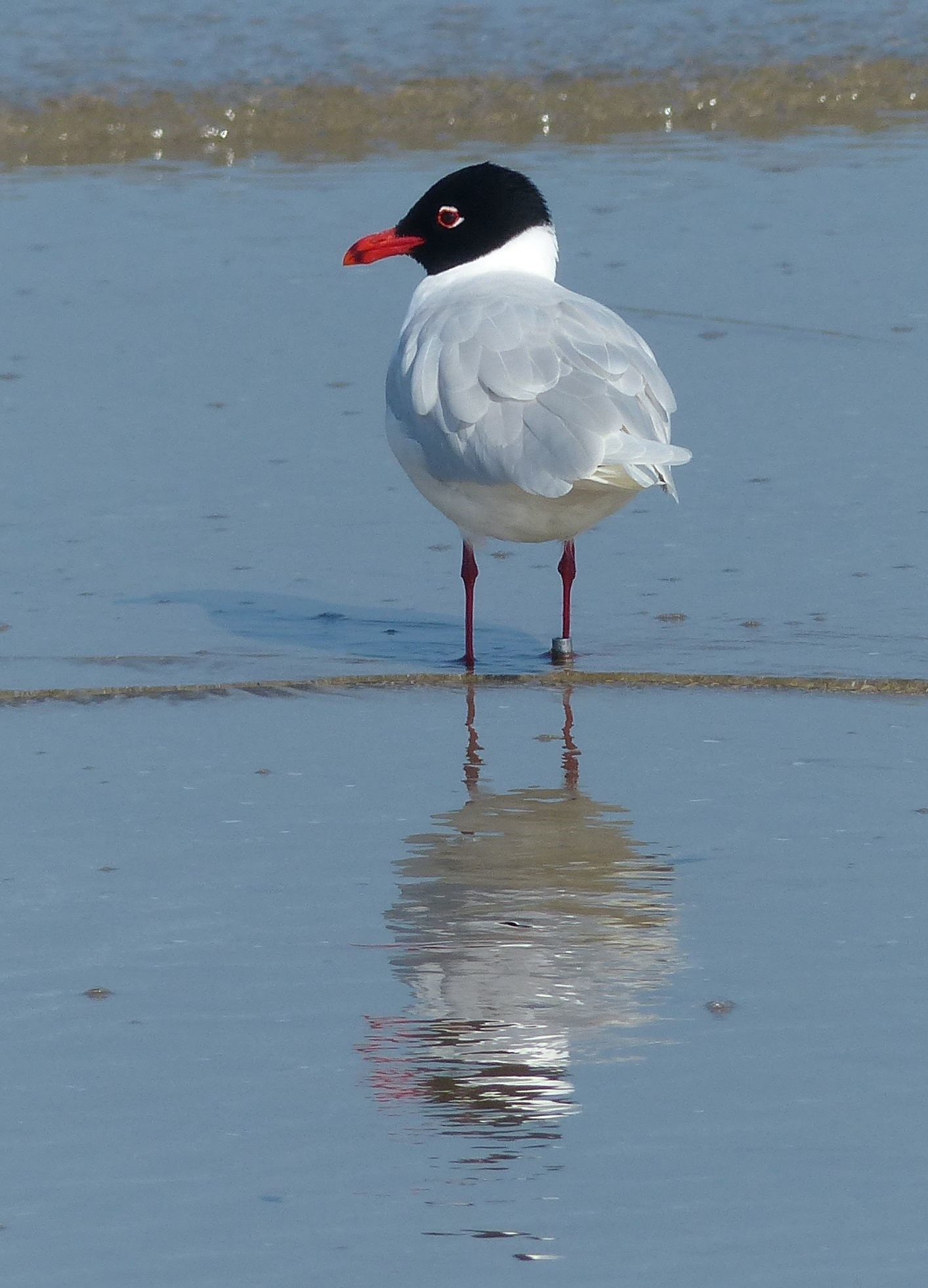